# Zamach w Marib (2007)
Zamach bombowy w Jemenie – zamach dokonany 2 lipca 2007 roku w prowincji Marib w północno-wschodnim Jemenie. Istnieje podejrzenie,  że w zamachu, w którym zginęło 10 osób, a 12 zostało rannych, może stać organizacja terrorystyczna Al-Ka’ida. Ofiary zamachu to ośmiu hiszpańskich turystów oraz ich dwóch przewodników. 
Jak poinformowała policja, zamachu dokonano przy użyciu samochodu-pułapki, który został zdetonowany na terenie starożytnej świątyni. Ataku dokonano po oświadczeniu, jaki wydała Al-Ka’ida, w którym zażądała uwolnienia swoich bojowników, którzy znajdują się w jemeńskich więzieniach.